# Le luci del matrimonio
Le luci del matrimonio è un dipinto a olio su tela (123x120 cm) realizzato nel 1945 dal pittore Marc Chagall.
È conservato nel Kunsthaus di Zurigo.

## Genesi del dipinto
Esso è stato dipinto nel 1945 in onore della morte della compagna dell'artista, deceduta nel 1944, un anno prima del loro matrimonio. 